# Friedeburg (Saale)
Friedeburg is een plaats en voormalige gemeente in de Duitse deelstaat Saksen-Anhalt, en maakt deel uit van de Landkreis Mansfeld-Südharz.
Friedeburg telt 537 inwoners. Bij Friedeburg mondt de Schlenze uit in de Saale.

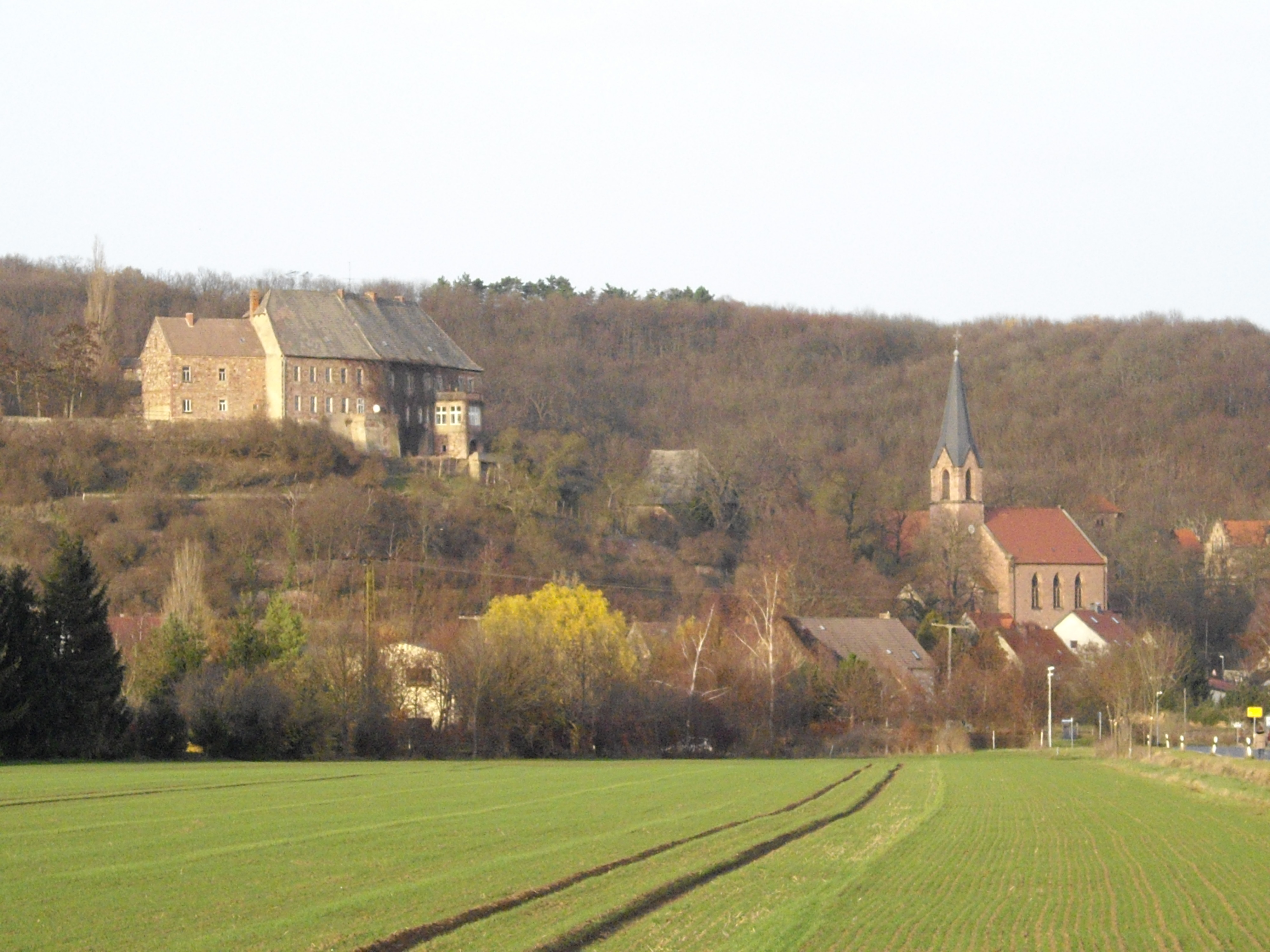
Friedeburg